# Torin Koos
Torin Koos (* 19. Juli 1980 in Minneapolis) ist ein ehemaliger US-amerikanischer Skilangläufer.
Torin Koos lebt in Leavenworth und startete für Leavenworth Winter Sports. Seit 1999 trat er zunächst in unterklassigen Rennen, wie dem Continental-Cup und in FIS-Rennen an. 2000 wurde er bei der Junioren-Weltmeisterschaft in Štrbské Pleso Fünfter im Sprint. Über diese Strecke startete er auch erstmals 2001 bei den Nordischen Skiweltmeisterschaften in Lahti. Im Dezember debütierte er im italienischen Cogne im Weltcup und wurde 70. im Sprint. Höhepunkt der Saison wurde die Teilnahme an den heimischen Olympischen Spielen 2002 von Salt Lake City. Bei den Sprintwettkämpfen von Soldier Hollow belegte er den 35. Rang. Es dauerte noch über drei Jahre, bis er im Dezember 2005 mit Andrew Newell im Teamsprint von Canmore erstmals unter die besten Zehn des Weltcups kam. Anfang 2007 konnte er bei einem Sprint von Otepää erstmals als Dritter aufs Podium laufen und seine beste Platzierung bislang erreichen. Bis 2007 war Koos auch bei allen nordischen Skiweltmeisterschaften am Start, beste Ergebnisse waren ein 14. Platz im Teamsprint von Oberstdorf 2005 und ein 15. Platz in derselben Disziplin zwei Jahre später in Sapporo. Beide Male war Andrew Newell sein Partner. Bei den Olympischen Spielen 2006 von Turin trat Koos erneut im Sprint an, wurde aber nur 36.
Bislang (Stand 1. November 2007) gewann Koos ein Rennen im Continental-Cup, drei Rennen des Nordamerika-Cups, sowie ein FIS-Rennen. 2005 wurde er in Snow Farm US-Meister im Sprint, sowie Dritter über 15 Kilometer. Einen weiteren dritten Platz erreichte er 2007 in Houghton im Sprint. Dreimal konnte sich Koos bislang in etwa 30 Weltcuprennen unter den besten Zehn platzieren.